# Охотник на шалав
«Охотник на шалав» — второй эпизод двадцатого сезона мультсериала «Южный парк». Вышел 21 сентября 2016 года.

## Сюжет
На родительском собрании в начальной школе обсуждают интернет-троллинг в адрес девушек. Учителя просят родителей поговорить об этом со своими детьми.
Хайди Тернер удаляет свой профиль в Twitter и избавляется от своего телефона, бросая его с моста. Вся школа относится к ситуации, как будто Хайди покончила с собой. Одноклассники и Мистер Маки публикуют в Twitter приятные сообщения в адрес Хайди, несмотря на то, что она сидит вместе с ними.
Джеральд разговаривает с Айком о троллинге, затем идёт в свой кабинет и под песни группы Boston начинает троллить девушек в интернете.
На следующее утро, девочки сговариваются отомстить мальчикам. Мальчики решают избавиться от Картмана (так как они подозревают в троллинге только его). Они приглашают его в заброшенный дом в лесу, сказав, что все они будут играть в Counter-Strike.
Скотт Малкинсон тоже хочет избавиться от профиля в Twitter. Мистер Макки успокаивает его, но Скотт снова возвращается к нему с этой же проблемой.
В лесу ребята ломают гаджеты Картмана и хоронят их в яме около дома.
Джеральд продолжает троллинг и попадает в новости где его убеждают, что он не сможет запугать Данию. Джеральд принимает вызов и начинает троллинг против Дании.
Мальчики приходят в шок, обнаружив, что Картман никак не связан с троллингом. Девочки начинают мстить мальчикам. Каждая из них подходит к своему бойфренду в школе и вручает им письмо, в котором говорится, что они расстаются. Кайл осознаёт свою вину за сломанные гаджеты Картмана. Стэн наблюдает за всем происходящим. К нему подходит Венди и протягивает ему прощальную записку.

## Приём
Эпизод получил более высокие оценки, чем премьерная серия. Издание IGN поставило серии 8.3 балла из 10. В The A.V. Club эпизод был оценён в «A-». От Den of Geek серия получила 3 звезды из 5.

## Отсылки
В конце серии при раздаче девочками записок играет саундтрек из военной драмы «Падение чёрного ястреба» и при этом при открытии записок мальчики падают на колени в замедленном движении (пародируется падение вертолётов из военной драмы «Падение чёрного ястреба»).